# Hotel Ondráš
Hotel Ondráš (Godula) – górskie schronisko turystyczne w Beskidzie Morawsko-Śląskim w Czechach. Obiekt położony jest na wysokości 730 m n.p.m.

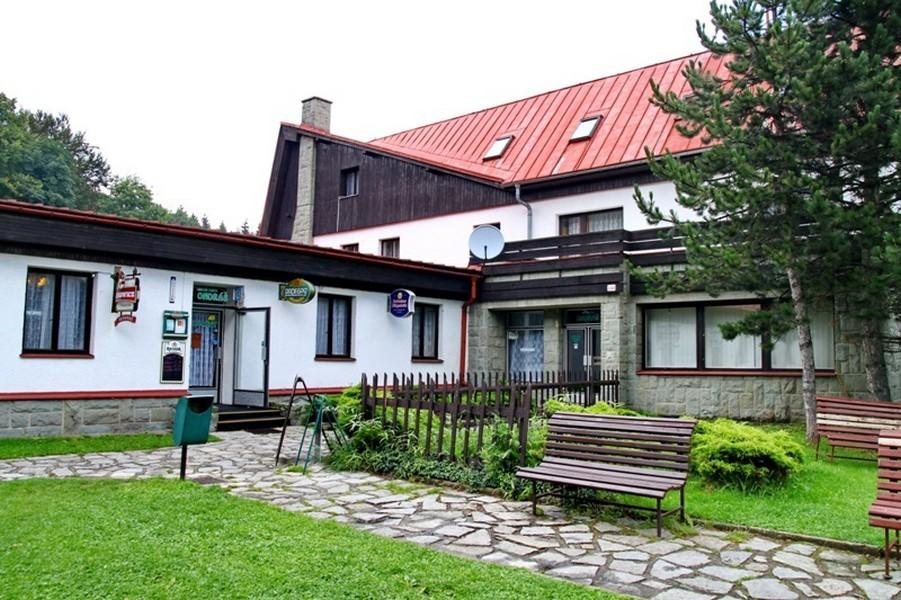
Hotel Ondráš (Godula)

## Lokalizacja
Hotel znajduje się na górskiej łące u szczytu Beskidów, poniżej szczytu Goduli. Wokół chaty przebiega żółty szlak turystyczny. Najłatwiejszy dojazd prowadzi leśną drogą asfaltową Ligotki Kameralnej (2,7 km od centrum wsi). Dojazd samochodem jest możliwy przez cały rok (zimą z łańcuchami). Możliwy jest również spacer po ścieżce dydaktycznej ze wsi Rzeka (przystanek autobusowy Řeka, hotel 2,8 km). Z hotelu prowadzi grzbietowa trasa na Ropiczkę i dalej do Sławicza (możliwa zimą także na nartach biegowych).

## Warunki
Hotel górski (schronisko górskie) o pojemności 85 łóżek w pokojach 2-, 3- i 4-osobowych. Bilard, tenis stołowy. Możliwość plenerowych szkół i imprez firmowych. Przed hotelem znajduje się plac zabaw dla dzieci oraz boisko do gier w piłkę. Darmowy parking. Przy hotelu hodowane są owce, kozy i kucyki. W sezonie hotel jest otwarty codziennie, poza sezonem tylko w weekendy.